# Cottus
Cottus – rodzaj ryb skorpenokształtnych z rodziny głowaczowatych (Cottidae).

## Klasyfikacja
Gatunki zaliczane do tego rodzaju:
| - Cottus aleuticus - Cottus altaicus - Cottus amblystomopsis - Cottus asper - Cottus asperrimus - Cottus aturi - Cottus baileyi - Cottus bairdii – głowacz plamisty - Cottus beldingii - Cottus bendirei - Cottus caeruleomentum - Cottus carolinae - Cottus chattahoochee - Cottus cognatus - Cottus confusus - Cottus czerskii – głowacz Czerskiego - Cottus duranii - Cottus dzungaricus - Cottus echinatus - Cottus extensus - Cottus girardi - Cottus gobio – głowacz pospolity, głowacz białopłetwy, głowacz dalmatyński - Cottus greenei - Cottus gulosus - Cottus haemusi - Cottus hangiongensis - Cottus hispaniolensis - Cottus hubbsi - Cottus hypselurus - Cottus immaculatus - Cottus kanawhae - Cottus kazika - Cottus klamathensis | - Cottus koreanus - Cottus koshewnikowi - Cottus kuznetzovi - Cottus leiopomus - Cottus marginatus - Cottus metae - Cottus microstomus - Cottus nasalis - Cottus nozawae - Cottus paulus - Cottus perifrenatum - Cottus perifretum - Cottus perplexus - Cottus petiti - głowacz mały, głowacz Petitiego - Cottus pitensis - Cottus poecilopus – głowacz pręgopłetwy - Cottus pollux - Cottus princeps - Cottus reinii - Cottus rhenanus - Cottus rhotheus - Cottus ricei - Cottus rondeleti - Cottus sabaudicus - Cottus scaturigo - Cottus sibiricus - Cottus spinulosus - Cottus szanaga - Cottus tallapoosae - Cottus tenuis - Cottus transsilvaniae - Cottus volki |

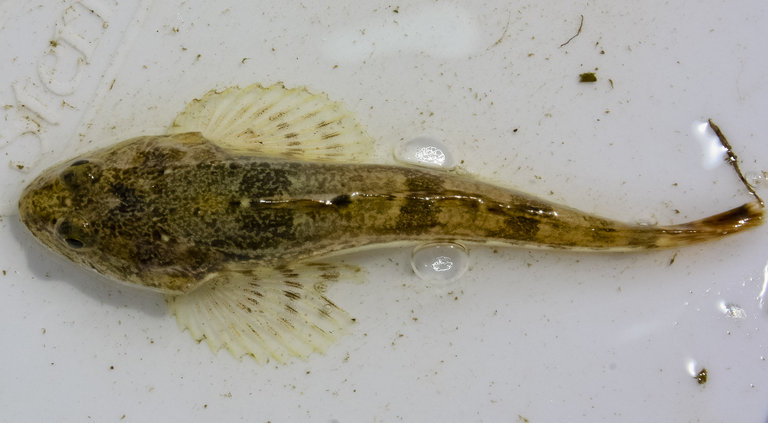
Cottus asper
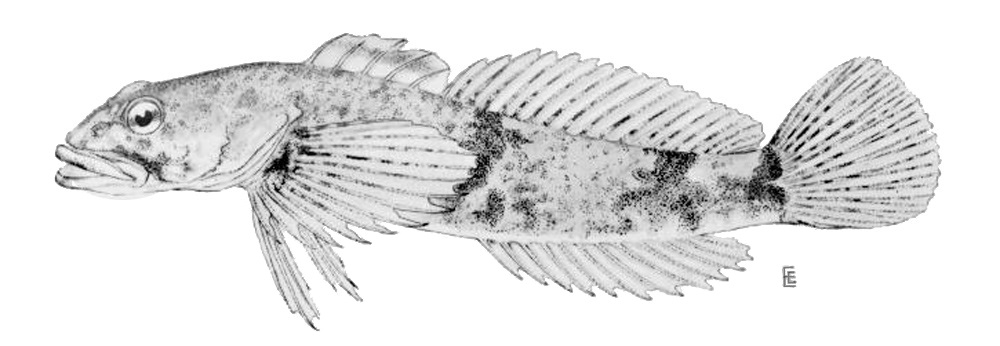
Cottus bairdii
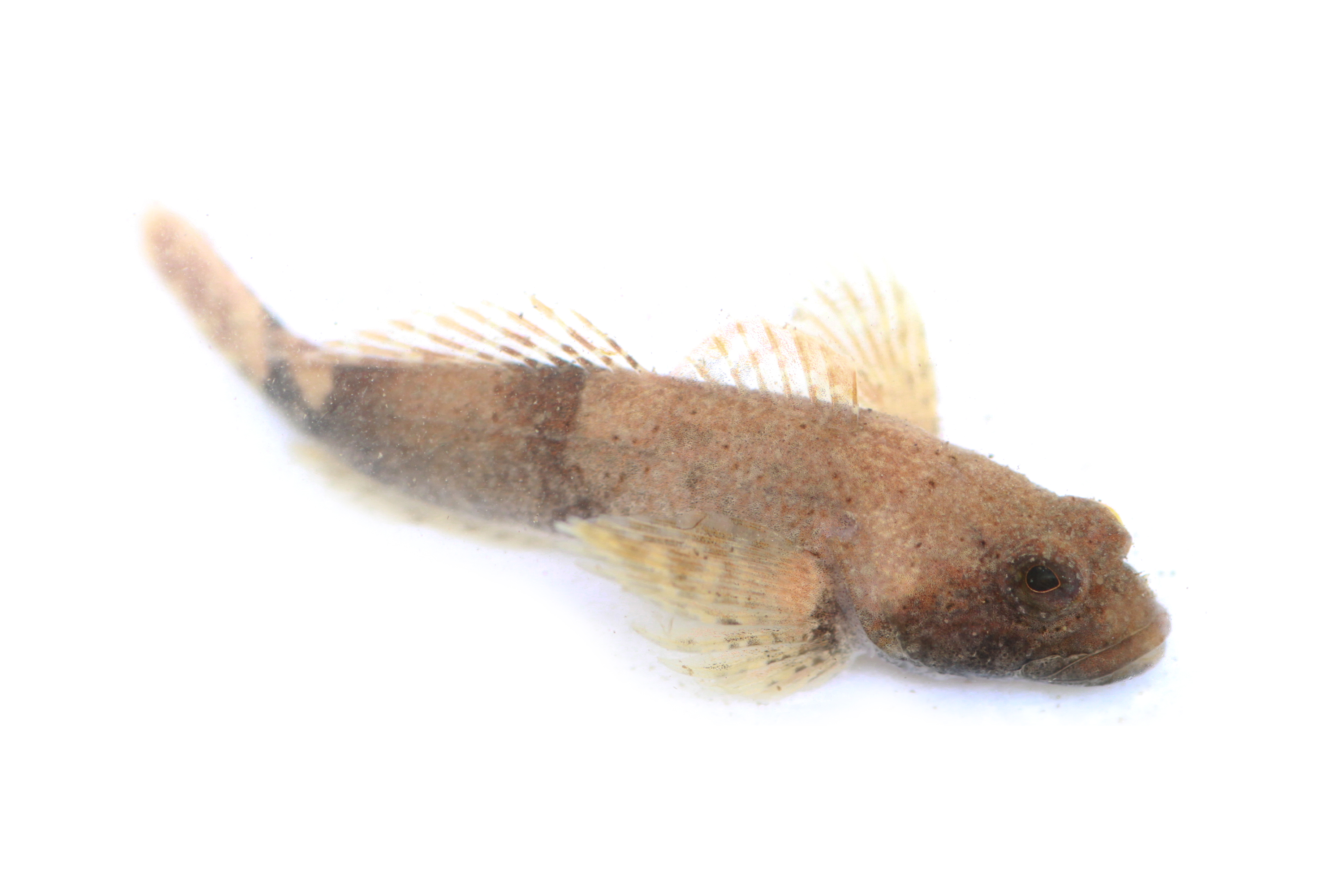
Cottus caeruleomentum
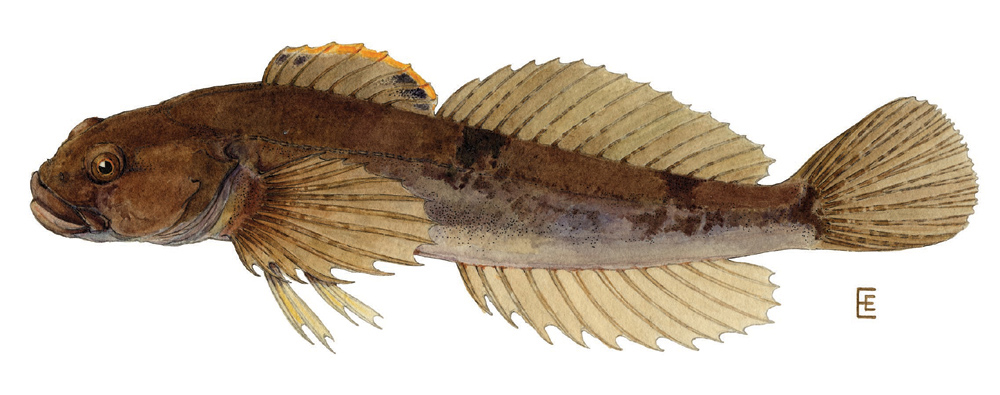
Cottus cognatus
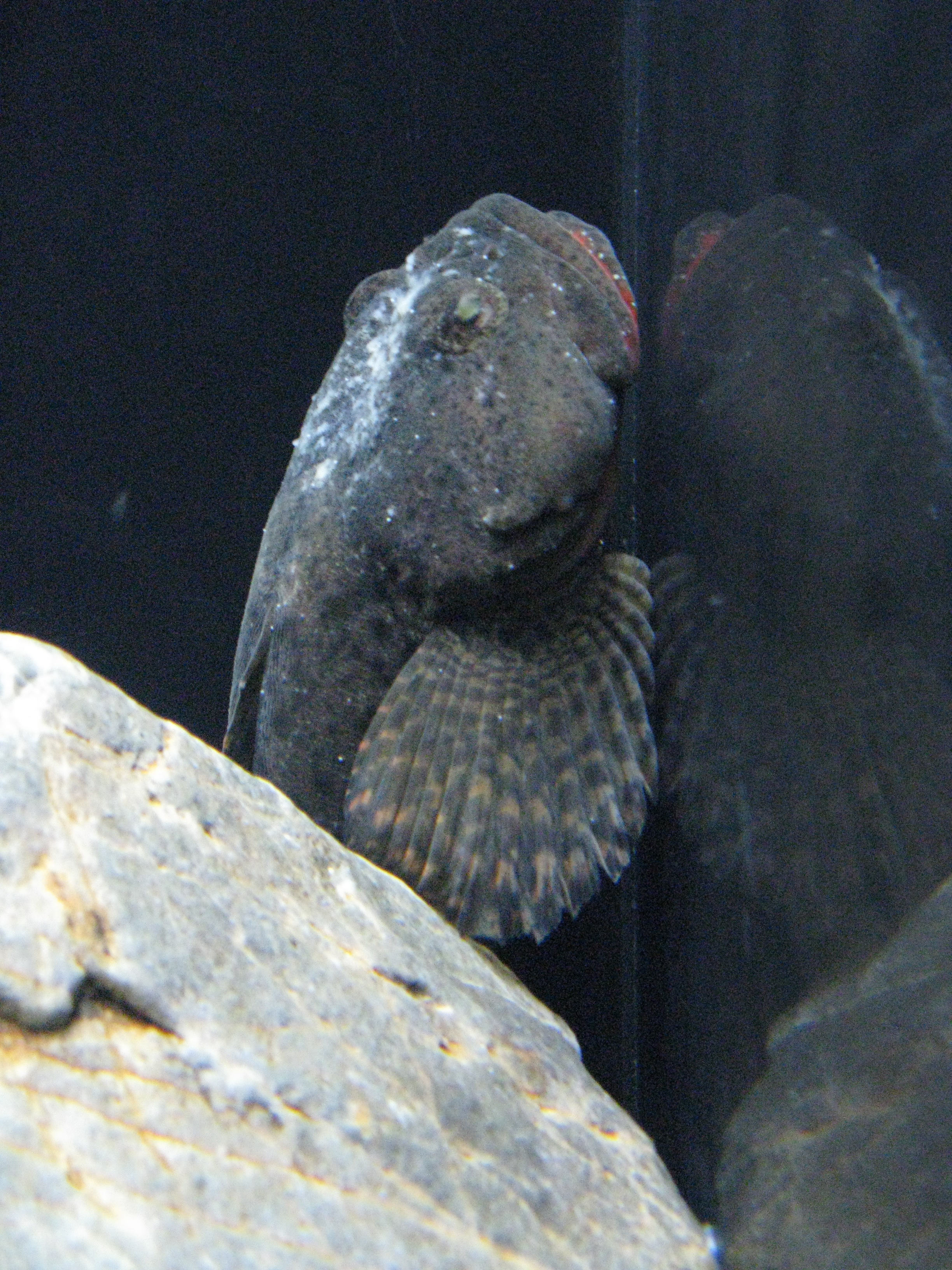
Cottus kazika
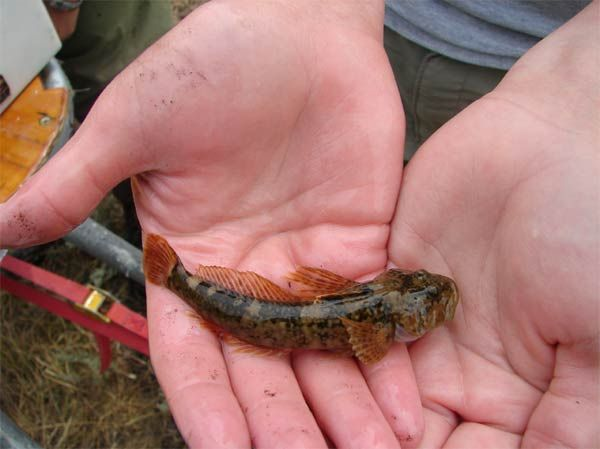
Cottus leiopomus
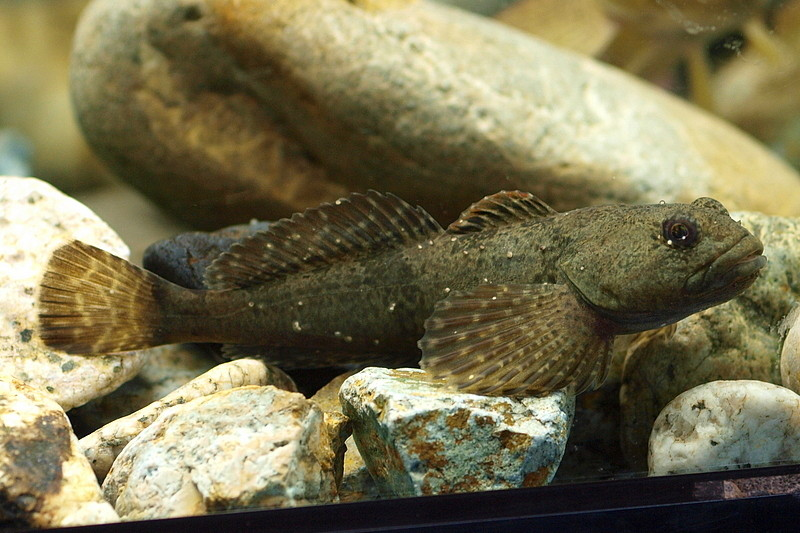
Cottus nozawae
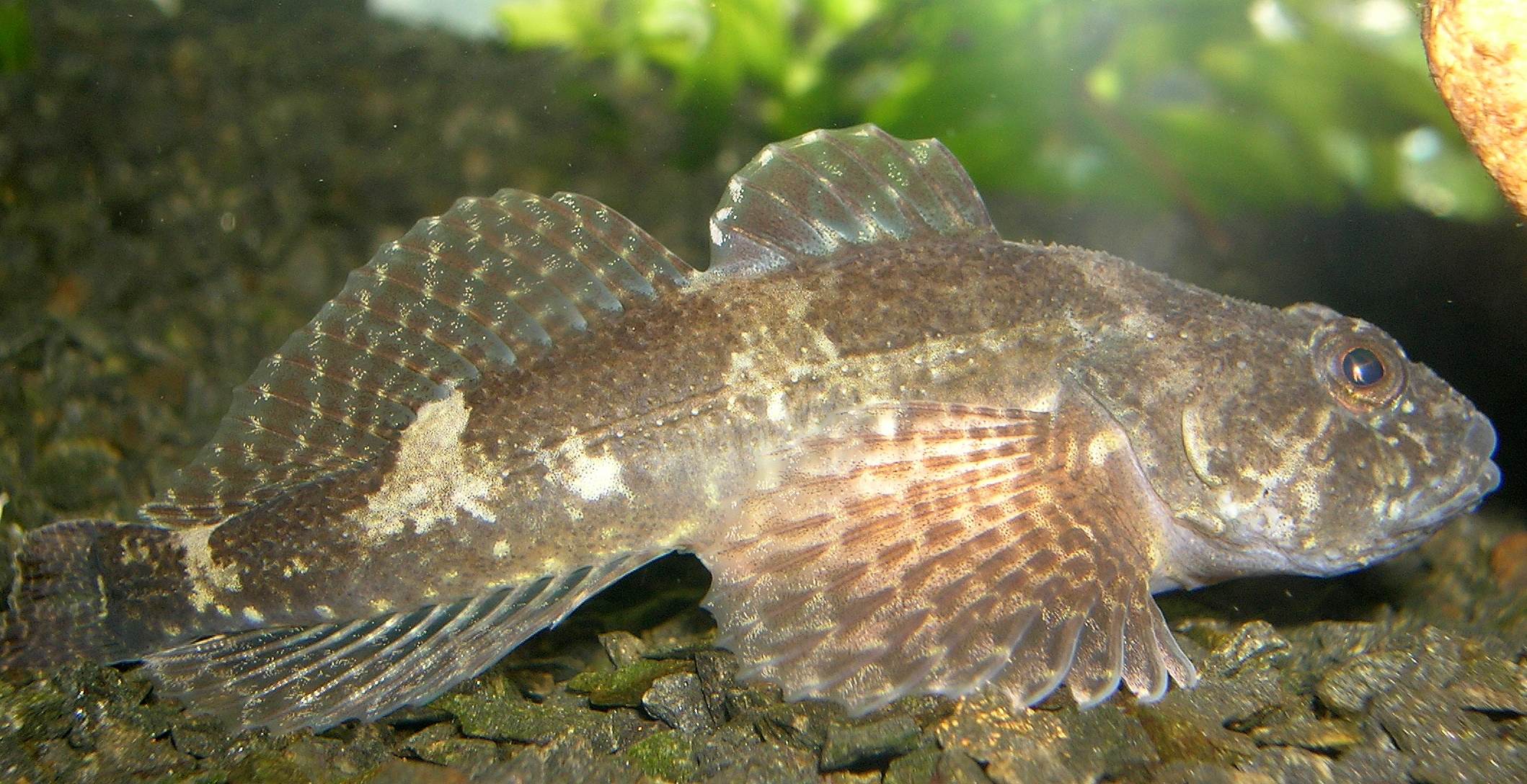
Cottus perifretum
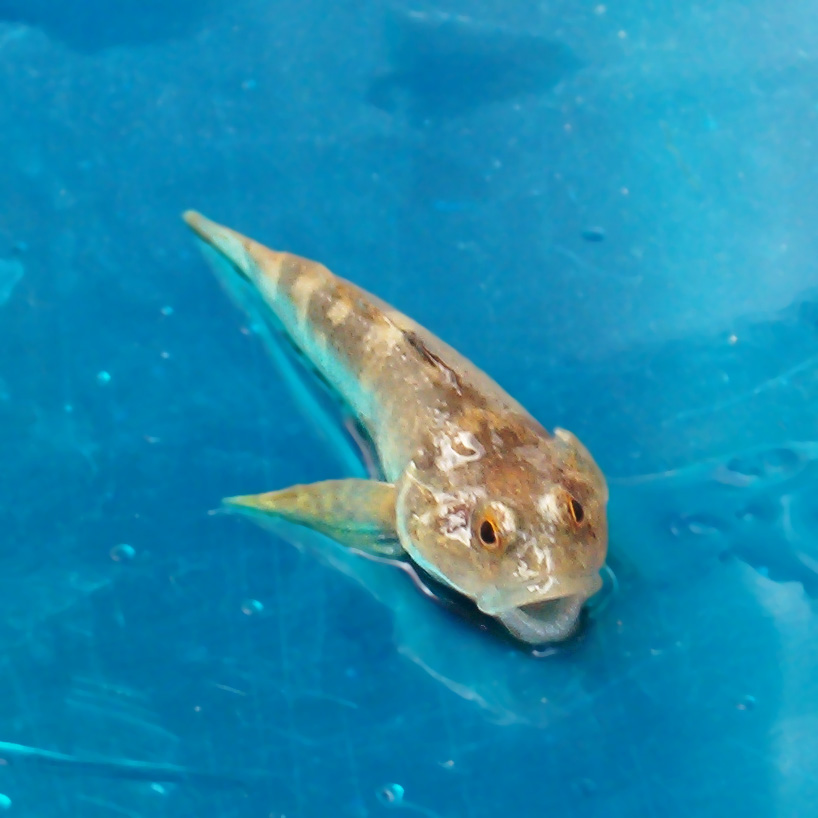
Cottus petiti
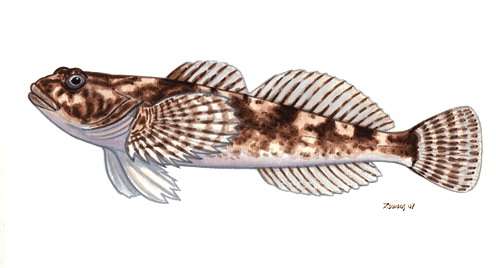
Cottus poecilopus
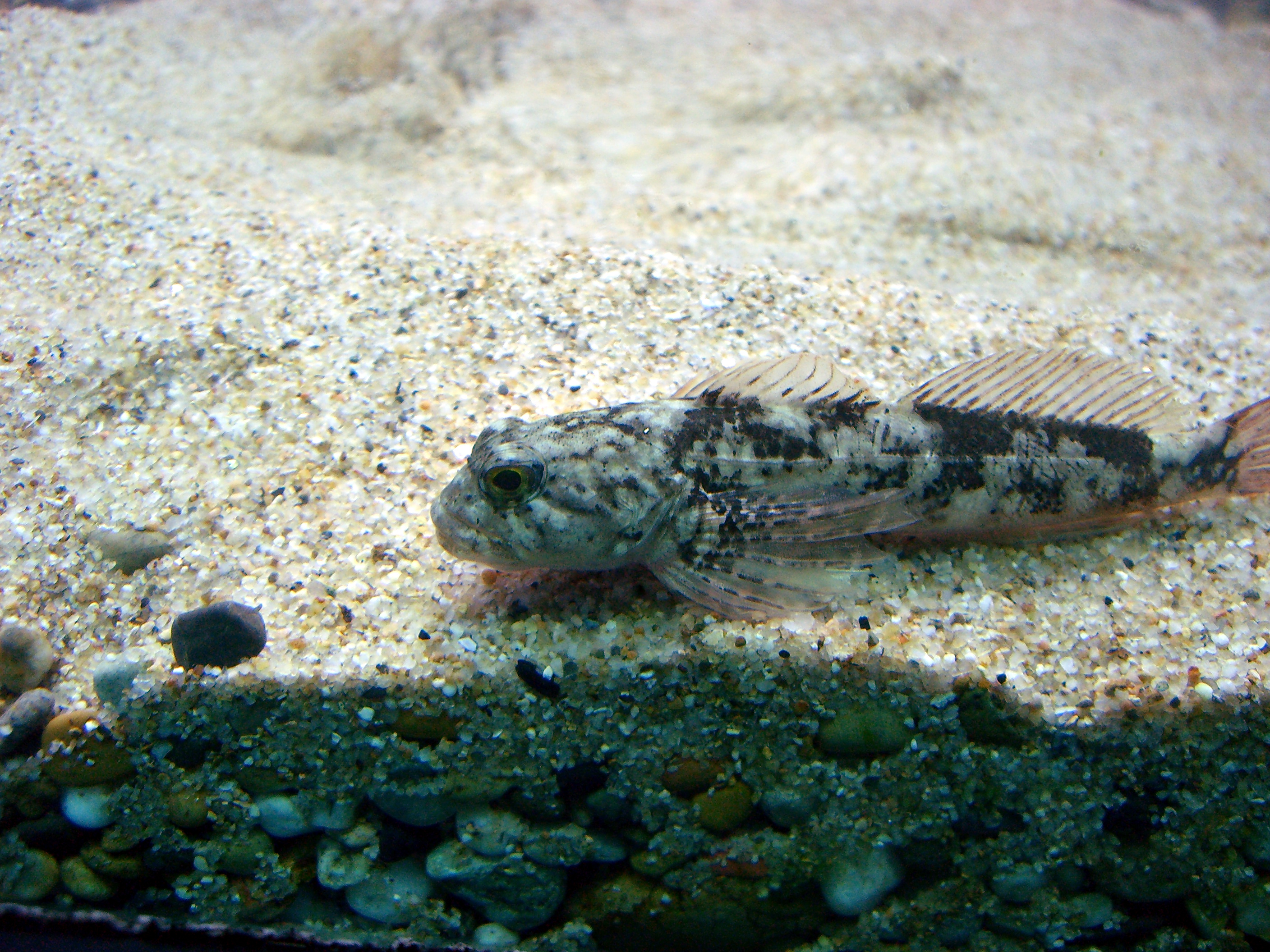
Cottus pollux
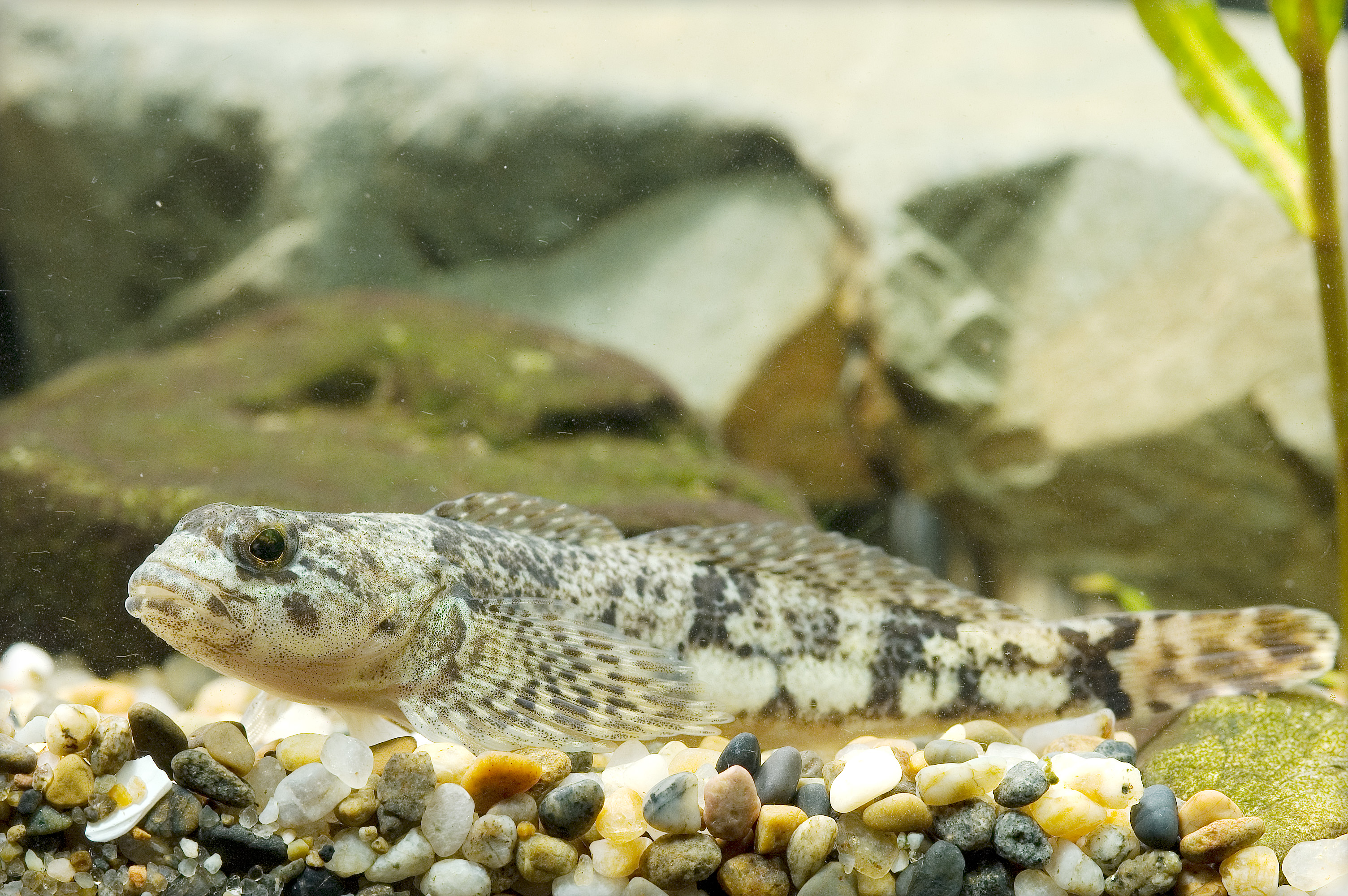
Cottus reinii
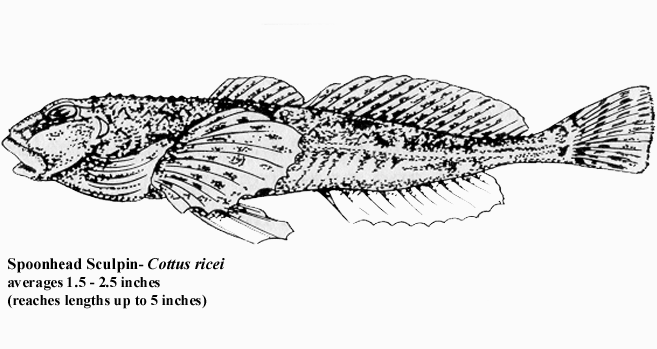
Cottus ricei
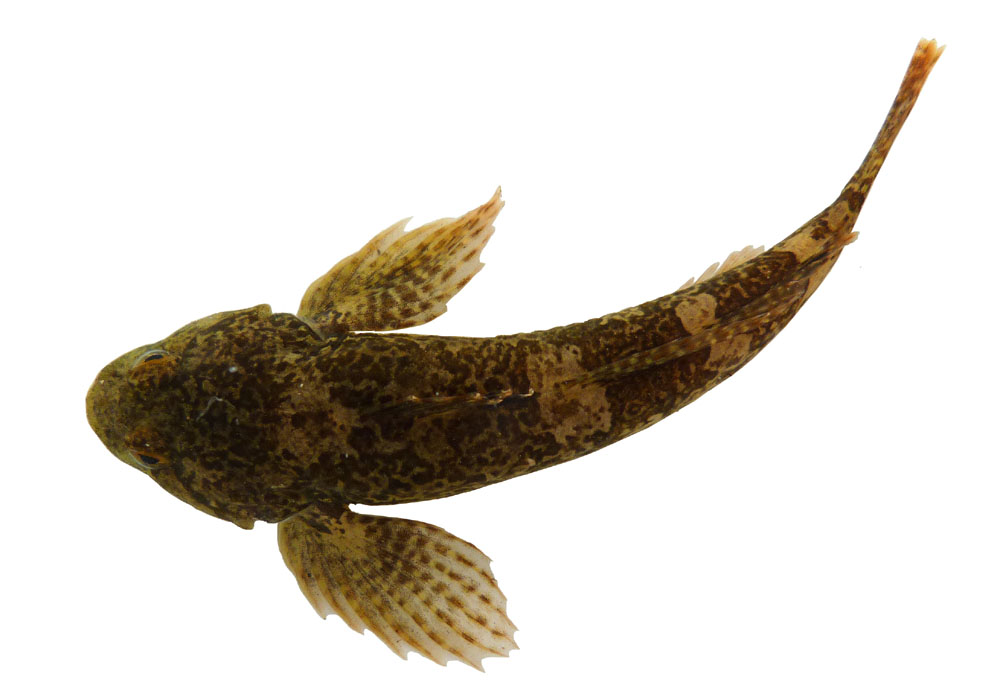
Cottus rondeleti

Gatunki występujące (i chronione) w Polsce – Cottus gobio i Cottus poecilopus.